# Nirvana: Come as You Are
Nirvana: Come as You Are (v originále Come as You Are: The Story of Nirvana) je asi nejznámější kniha amerického spisovatele Michaela Azerrada. Je to biografe skupiny Nirvana a poprvé byla publikována roku 1993.
Při psaní knihy se Azerrad setkal s mnoha lidmi okolo kapely a prodělal řadu rozhovorů i se samotnými členy. Jedinečná je kniha v tom, že Azerrad ji psal a vydal ještě ze života Kurta Cobaina, který zemřel následujícího roku po vydání knihy.